# Сухадол (Лашко)
Сухадол (словен. Suhadol) — поселення в общині Лашко, Савинський регіон, Словенія. Висота над рівнем моря: 225,1 м.